# Jiří Popper
Jiří Popper (22. května 1930 Praha – 13. ledna 2013 Gattikon, Švýcarsko) byl český zpěvák působící v žánru pop music. Začínal v Kühnově dětském sboru. Odmaturoval na obchodní akademii a studoval sólový zpěv. Vystupoval také s orchestrem Jiřího Procházky a v pražské Alhambře. Jeho popularita kulminovala v 50. a 60. letech 20. století (nazpíval např. písně Marina, Čas je běžec dlouhým krokem, Bílou tmou, Babatschi, Vám). Díky svým jazykovým schopnostem byl také velice populární v obou částech Německa, v NDR moderoval krátce rozhlasový pořad Ein Koffer voll Musik (Kufr plný hudby).
Po srpnové invazi vojsk Varšavské smlouvy do Československa v roce 1968 opustil vlast a emigroval do Švýcarska, kde se živil jako vydavatel a pracoval v pojišťovně. Po roce 1989 se opět vracel do Čech. Od odchodu do penze žil ve Španělsku. Rok před smrtí se kvůli onemocnění vrátil do Švýcarska.